# Mongoolse plevier

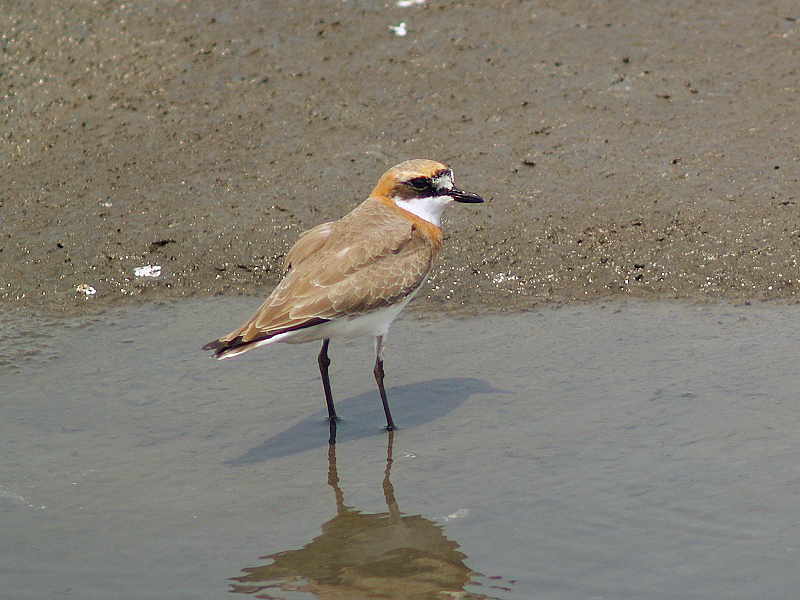
Mongoolse plevier in broedkleed

De Mongoolse plevier (Anarhynchus mongolus) is een kleine plevier die nauw verwant is aan de woestijnplevier. Het is een plevier met een grote verspreiding in Azië, Afrika en Australië.

## Beschrijving
De Mongoolse plevier wordt 19,0 tot 20,5 centimeter lang. De soort heeft een witte buik en voorhoofd en is overwegend grijsbruin van boven. De volwassen vogel in 's zomers roodbruin op de borst, flanken, maar heeft een witte keel en een brede zwarte oogstreep. 's Winters is de vogel van boven en op de hals grijsbruin. De keel, buik en wenkbrauwstreep zijn dan wit. In dit winterkleed is het onderscheid met de woestijnplevier zeer lastig. De snavel is iets slanker, maar dat onderscheid is in het veld zeer moeilijk.

## Verspreiding en leefgebied
De soort broedt in Azië en overwintert in estuaria aan de kusten, in baaien, op stranden, zandplaten en wadden in een groot gebied dat reikt van de oostkust van Afrika, het Indische Subcontinent, de Indische Archipel en heel Australië.
Er zijn twee ondersoorten: Drie ondersoorten van de Mongoolse plevier (A. m. pamirensis, A. m. atrifrons en A. m. schaeferi) hebben volgens onderzoek dat in 2022 werd gepubliceerd de status van soort (Tibetaanse plevier A. atrifrons) op de IOC World Bird List.
- A. m. mongolus: zuidoostelijk Siberië.
- A. m. stegmanni: noordoostelijk Siberië.

## Status
De Mongoolse plevier heeft een groot verspreidingsgebied. De grootte van de populatie wordt geschat op 18.000 tot 50.000 volwassen individuen. De soort gaat hard in aantallen achteruit, met een afname van 56% over de afgelopen 3 generaties. Om deze redenen staat deze plevier als bedreigd op de Rode Lijst van de IUCN.